# Sascha Laaken
Sascha Laaken (* 26. Februar 1972 in Leer (Ostfriesland)) ist ein deutscher Politiker (SPD). Von November 2021 bis November 2022 war er Mitglied des Niedersächsischen Landtages.
Nach dem Realschulabschluss im Jahr 1988 wurde Sascha Laaken Polizeibeamter in Frankfurt am Main, Hannover und seit dem Jahr 1999 Leer, zuletzt als Kriminalkommissar.
Sascha Laaken ist Mitglied des Kreistages des Landkreises Leer und seit dem Jahr 2016 stellvertretender Landrat. Bei den Landtagswahlen 2013 und 2017 trat er für die SPD im Wahlkreis Leer an, unterlag aber jeweils dem CDU-Generalsekretär Ulf Thiele. Am 9. November 2021 rückte er jedoch über die Landesliste für Alexander Saipa, der zum Landrat des Landkreises Goslar gewählt worden war, in den Landtag nach. Bei der Landtagswahl 2022 unterlag er erneut im Wahlkreis Leer und verfehlte auch über die Landesliste den Wiedereinzug in den Landtag.
Sascha Laaken ist verheiratet, hat zwei erwachsene Söhne und lebt seit 1999 in Ostrhauderfehn.